# Arriance

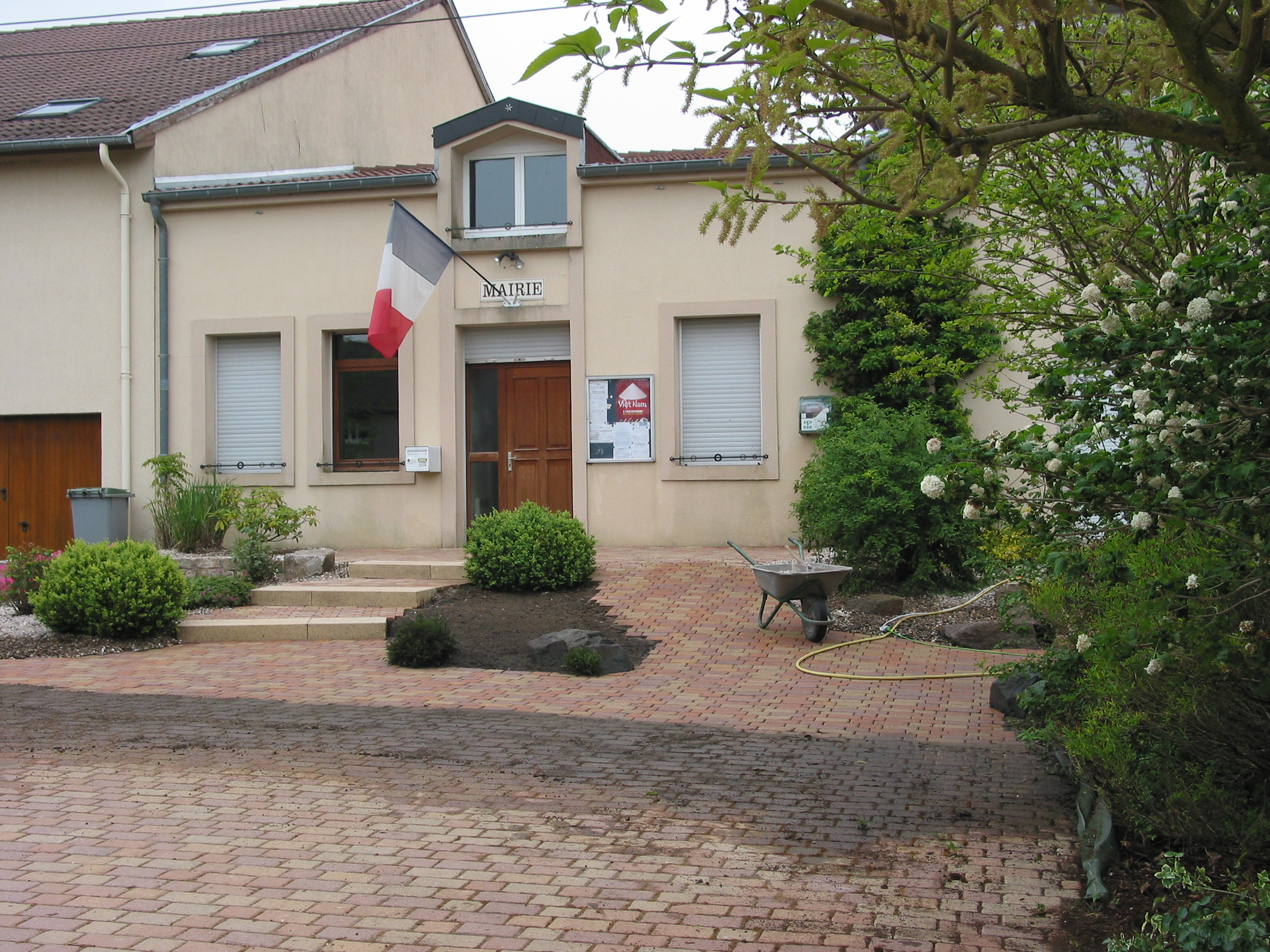
Rathaus (Mairie)

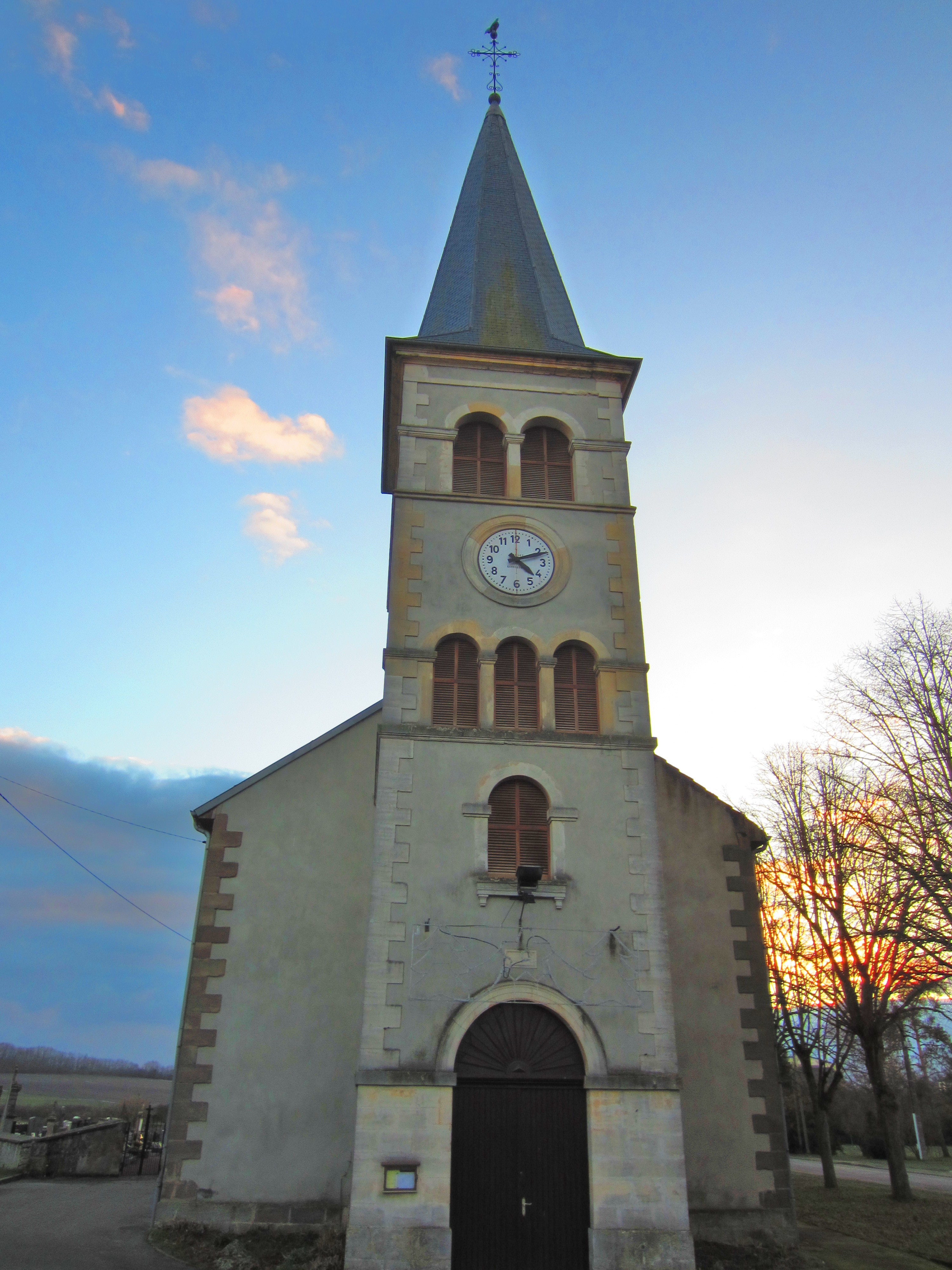
Kirche St. Franziskus von Assisi

Arriance (lothringisch Airiance, deutsch Argenchen) ist eine französische Gemeinde mit 216 Einwohnern (Stand 1. Januar 2022) im Département Moselle in der Region Grand Est (bis 2015 Lothringen).

## Geographie
Die Gemeinde liegt in Lothringen, etwa 30 Kilometer südöstlich von Metz, 21 Kilometer südlich von Boulay-Moselle (Bolchen) und acht Kilometer südwestlich von Faulquemont (Falkenberg) am Aisne-Bach.

## Geschichte
Die Ortschaft gehörte früher zum Herzogtum Lothringen und liegt in der Nähe einer alten Römerstraße. Der Ort wurde 1121 erstmals als Argentha erwähnt; später hieß das Dorf Argentz. Der Ort war im 15. Jahrhundert im Besitz der Herren von Warsberg und von Esch und lag zeitweilig wüst. 1468 beschlossen die Edelmänner Heinrich von Warsberg und Werner von Esch, das unbewohnte dorff tzu Argentz neu zu besiedeln. Die neuen Siedler durften ihre Grundstücke untereinander tauschen und verkaufen, jedoch nicht mit Leuten, die auswendich des Dorffs tzu Argentz gesessen sind. Die erste Gemeindeordnung von Arriance war sowohl in dütscher als auch in welscher Sprache verfasst. Später setzte sich jedoch die französische Sprache im Dorf durch. Somit wechselte der Ort auf die französischsprachige Seite der ehemaligen deutsch-französischen Sprachgrenze. Im Jahr 1766 wurde Arriance von Frankreich annektiert.
Durch den Frankfurter Frieden vom 10. Mai 1871 kam die Region an das deutsche Reichsland Elsaß-Lothringen, und das Dorf wurde dem Kreis Bolchen im Bezirk Lothringen zugeordnet. Französisch blieb aber Amts- und Umgangssprache der Dorfbewohner. Man betrieb hauptsächlich Getreidebau und Viehzucht.
Nach dem Ersten Weltkrieg musste die Region aufgrund der Bestimmungen des Versailler Vertrags 1919 an Frankreich abgetreten werden. Im Zweiten Weltkrieg war die Region von der deutschen Wehrmacht besetzt und stand unter deutscher Verwaltung.
Das Dorf trug 1940–1944 den Namen Argen.

### Bevölkerungsentwicklung
| Jahr      | 1962 | 1968 | 1975 | 1982 | 1990 | 1999 | 2007 | 2019 |
| Einwohner | 182  | 186  | 165  | 225  | 213  | 226  | 229  | 215  |